# Cardamine diphylla
Cardamine diphylla là một loài thực vật có hoa trong họ Cải. Loài này được (Michx.) Alph.Wood mô tả khoa học đầu tiên năm 1870.